# Baga de Bellveí
La Baga de Bellveí és una obaga a cavall dels termes municipals de Calders i de Monistrol de Calders, al Moianès.
Està situada al vessant nord de la serra de Mas Pujol, a ponent de l'extrem meridional de la serra de les Abrines, al nord de la masia del Bosc. Al nord de la baga hi discorre el torrent de la Baga de Bellveí.